# Богдан Балика
Богдан (Божко) Якович Балика (друга половина XVI століття — після 1621) — київський міщанин, купець і мемуарист. 
Походив із відомого в XVI—XVII столітті київського міщансько-шляхетського роду Баликів. Син війта київського магістрату Я. Балики. Дружина Балики була дочкою київського бурмістра Себастіяна Андрійовича. В 1612—1613 роках брав участь у походах Війська Запорозького на Московське царство під час «смутного времени», разом з козаками та польськими військом став учасником облоги Московського кремля (1612). Складав козацькі вимоги до уряду Речі Посполитої на переговорах у Житомирі в 1614: його підпис стоїть після підпису гетьмана Петра Конашевича-Сагайдачного.
Балика — автор хронологічного опису історичних подій XVI — початку XVII століття. В літописі Балики містяться відомості про польсько-шведську інтервенцію проти Російської держави на початку 17 століття, про підтримку шляхетською Польщею самозванців Лжедмитрія І і Лжедмитрія ІІ, про похід польсько-шляхетського війська 1612 р. на Москву, про діяльність гетьмана П.Сагайдачного тощо.
Балика — автор першої в Україні історико-мемуарної повісті «Про Москву, про Дмитрія, царика московського ложного». Він же переписав і відредагував літописний ізвод 1620 Кирила Івановича, уставника Успенської церкви на Подолі, потім — ченця. Ця пам'ятка, незважаючи на її загалом компілятивний характер, містить чимало цінних оригінальних відомостей, частину яких вніс Балика. Його редакція покладена в основу дещо пізнішого літописного ізводу так званого Короткого київського літопису ченця Іллі Кощаковського, уставника Києво-Межигірського Спасо-Преображенського монастиря (до 1717), потім Підгородиського монастиря (1717—1720).